# Winslow (Arizona)
Winslow é uma cidade localizada no estado americano do Arizona, no condado de Navajo. Foi incorporada em 1900.

## Geografia
De acordo com o United States Census Bureau, a cidade tem uma área de 32 km², onde 31,9 km² estão cobertos por terra e 0,1 km² por água.

### Localidades na vizinhança
O diagrama seguinte representa as localidades num raio de 72 km ao redor de Winslow.

## Demografia
Segundo o censo nacional de 2010, a sua população é de 9 655 habitantes e sua densidade populacional é de 303,1 hab/km². Possui 3 362 residências, que resulta em uma densidade de 105,5 residências/km².